# ジョー・スピネル
ジョー・スピネル（Joe Spinell、1936年10月28日 - 1989年1月13日）は、アメリカ合衆国ニューヨーク州生まれの俳優。本名ジョセフ・J・スパニュオーロ（Joseph J. Spagnuolo、イタリア語発音: [spaˈɲɲwɔlo]）。イタリア系アメリカ人。
体躯に恵まれるとともに、いかつい風貌からヤクザ、犯罪者、汚職警官などの配役が多く、悪役として独特の存在感を表した。

## 来歴
1936年、ニューヨーク市マンハッタンでイタリア系アメリカ人の家庭に生まれる。父はペレグリーノ・スパニュオーロ（肝臓及び腎臓の病気で逝去、1892年 - 1950年）、母は女優のフィロメナ・スパニュオーロ（1903年 - 1987年、別名メアリー・スピネル）で、6人兄弟の末っ子。
マンハッタン・キップスベイにあるセカンドアベニューのアパートで生まれた。この地域には約１万人のイタリア系アメリカ人が住んでいたとされる。父の死から数年後、彼は母親と年上の兄弟と一緒にニューヨーク・クイーンズ・ウッドサイドに引っ越した。彼は現役時代の間、特に失業中は、断続的に薬物とアルコールをひどく乱用していたことが知られていた。また生涯、慢性喘息で苦しんだ。幼少の頃から芸能界を志望しており、舞台やラジオに出演。一時期、劇団も主宰していた。1972年に『ゴッドファーザー』で本格的なデビューを果たし、”ウィリー・チチ（Willi Cicci）”役でボディガード・ヒットマンを演じた。当初、ロバート・デ・ニーロと共に長男ソニー役の有力候補に一人となったが、スタジオ側の「スターを起用しろ」という要望により、一手下という役に甘んじたが、その存在感が評価され第2作の『ゴッドファーザーPARTII』にも出演。ウィリー・チチという、役名も付いた。『タクシードライバー』、『ロッキー』、『ロッキー2』（高利貸しヤクザ”トニー・ガッツォ”）などにも脇役として出演した。1977年、ポルノ女優ジーン・ジェニングスと結婚。娘1人に恵まれるが、1979年離婚。
交友をもっていたシルヴェスター・スタローンが、未だ日の目を見なかった時代に企画した『ロッキー』によって成功したことに感化され、自作映画を企図。1980年、スプラッター映画『マニアック』（Maniac）で製作総指揮・原案・脚本・主演を担った。なお、スピネルはキャロライン・マンローのファンで、この作品で彼女を出演させている。1984年には『ファナティック （新マニアック）』（THE FANATIC）で実母と共演を果たす。しかし同作は興行的には成功しなかった。

## 死
1989年、ニューヨーク州クイーンズ・サニーサイドのグリーンポイントアベニュー近くの自宅アパートにおいて急死した。死因は心臓発作とされているが、詳細は不明である。一説にはぜんそくの持病を有していたといい、薬物や飲酒の影響も指摘されている。検視によれば、彼はその日の朝、浴室に行ったものの意識混濁となってバスルームのガラスドアを破って後頭部にひどい怪我を負い、ソファに座ってそのまま死亡したという。
遺体は友人のヴィンセント・ガブリエレによって発見された。その日の朝方、ガブリエレは共通の知人女性から安否を心配する連絡を受けスピネルに電話をした。スピネルはアイスクリームや他の食料品を持ってきてくれるように頼んだという。その約20分後、ガブリエレが自宅に到着したもののスピネルは応答しなかった。救急隊員が部屋に入ったところスピネルはソファに座って死んでいた。
『ゴッドファーザーPARTIII』への出演を控え、『マニアック』の続編を計画中であったという。埋葬地は「キャルヴァリー共同墓地（Calvary Cemetery, Queens）」。この墓地は『ゴッドファーザー』のドン・ヴィト・コルレオーネの埋葬シーンで撮影に使用された場所であり、彼の自宅の近くであった。

## 主演「マニアック」の成功
1980年、『マニアック』（Maniac）で製作総指揮、脚本、主演を担当した。監督はウィリアム・ラスティグ（William Lustig）であるが、彼とはダリオ・アルジェントやロジャー・コーマンなどの撮影現場に同道した朋友であった。『マニアック』作成に当たり、ジョー・スピネルがアイデアを練り、制作費を借用して、ウィリアム・ラスティグに監督を担当させた。しかし、配給先の目途がなく、2人でフィルムを持参して各映画会社を回り、要望に応えた再編集をしたという。こうして公開に至った『マニアック』だが、高い評価を獲得し、ウィリアム・ラスティグには次の仕事のオファーが来るようになった。彼はジョー・スピネルの逝去を悲しみ、人生の師と仰いだという。なお、『マニアック』では著名な特殊メイクアップアーティストであるトム・サヴィーニが特殊メイクを担当するとともに、自らも出演している。これは、低予算のためにトム・サヴィーニが所有していた特殊メイク道具をトライアル的に使用するという目的で実現したとされる。